# Посольство Аргентины на Украине
Посольство Аргентинской Республики в Киеве — официальное дипломатическое представительство Республики Аргентины на Украине, отвечает за развитие и поддержание отношений между Аргентиной и Украиной.

## История
Аргентина — первая страна американского континента, признавшая Украинскую Народную Республику и установившая с ней дипломатические отношения 5 февраля 1921 года. Посол Аргентины во Франции Марсело Торкуато де Альвеар проинформировал руководителя украинской делегации на Парижской мирной конференции графа Михаила Тышкевича о признании правительством Аргентины УНР, и передал письмо на испанском языке министра иностранных дел Аргентины Онорио Пуэйрредона главе украинской делегации на Парижской мирной конференции от 31 марта 1921 года о признании его правительством УНР и приложение к этому письму — скриптурная заверенная копия постановления правительства Республики Аргентина от 5 февраля 1921 года за подписями президента республики Иполито Иригойена и и.о. министра иностранных дел Пабло Торельо о признании УНР государством свободным и независимым.
После восстановления независимости Украины 24 августа 1991 года Аргентина признала Украину 5 декабря 1991 года. 6 января 1992 года между Украиной и Аргентиной были установлены дипломатические отношения. Аргентинское посольство на Украине открылось в мае 1993 года.
10 ноября 2015 года был открыт Аргентинский Дом на Украине. В культурном центре Аргентинского дома проводятся показы аргентинских фильмов, семинары, мастер-классы, выставки и конкурсы на темы, связанные с культурой Аргентины, действует школа танго. В декабре 2015 года Аргентинский дом проводил Дни аргентинской культуры в Киеве.

## Послы Аргентины на Украине
1. Луис Бакериса[укр.] (Luis Baquerisa) (1992—1999)
2. Мигель Анхель Кунео[укр.] (Migel Angel Cuneo) (1999—2007)
3. Хорхе Даниэль Абадес (Jorge Daniel Abades) (2007—2007)[7], Временный поверенный в делах
4. Лила Ролдан Васкес де Муан (Olga Lila Roldan Vazquez de Moine) (06.09.2007 — 28.12.2015)
5. Херман Густаво Домингес (German Gustavo Dominguez) (29.12.2015 — 14.06.2016), Временный поверенный в делах
6. Альберто Хосе Алонсо[укр.] (Alberto José Alonso) (14.06.2016[8][9] — 11.12.2018)
7. Херман Густаво Домингес (German Gustavo Dominguez) (26.12.2018 — 27.02.2019), Временный поверенный в делах
8. Елена Летисия Тереса Микусински[укр.] (Elena Leticia Teresa Mikusinski) (31.01.2019)[10]